# Jerzy Jarmołowski
Jerzy Jarmołowski (ur. 14 marca 1940. w Wilnie, zm. 28 marca 2002 w Łodzi) – polski poeta i prozaik.
Ukończył istniejące od 1 września 1946 r. Technikum Energetyczne Nr 1 w Łodzi (obecnie Zespół Szkół Ponadgimnazjalnych nr 9 w Łodzi im. Komisji Edukacji Narodowej) przy al. Politechniki 38. Debiutował w 1960 r. na łamach czasopisma "Życie i Myśl" (Warszawa) jako poeta. Był członkiem grupy literackiej Wiadukt (lata 1966-75), grupy poetyckiej Centrum (1967-70) i członkiem Związku Literatów Polskich (od 1970 r.). W latach 1968–1978 był redaktorem w Wydawnictwie Łódzkim. Od 1978 r. pracował w Łódzkim Domu Kultury (Dom-Pomnik im. Marszałka Józefa Piłsudskiego) gdzie prowadził Ośrodek Kultury Młodych i wydawał w latach 1979-87 Bibliotekę Debiutów. W 1968 r. inicjator powstania w Łodzi corocznego Turnieju Jednego Wiersza "O puchar wina". Jego wiersze zostały wykorzystane w widowisku telewizyjnym "Pejzaże prowincjonalne" (1974).
Odznaczony Złotą Odznaką im. Janka Krasickiego (1981) i Złotym Krzyżem Zasługi (1986). Pochowany na Cmentarzu Komunalnym na Dołach w Łodzi (kwatera XVI, rząd 37, grób 7).

## Twórczość
- O dziewczynach żołnierzy (1964)
- Lato rdzawe (1965)
- W którą tobie stronę (1969)
- Zielnie i weselnie (1970)
- Może ja kocham wszystko, co garbate (1972)
- Kto, kogo, kiedy, dlaczego okraczył (1977)
- Któraś od róży jest i koniczyny (1982)
- O zachowaniu się pod stołem (1989)